# Wassertaxi

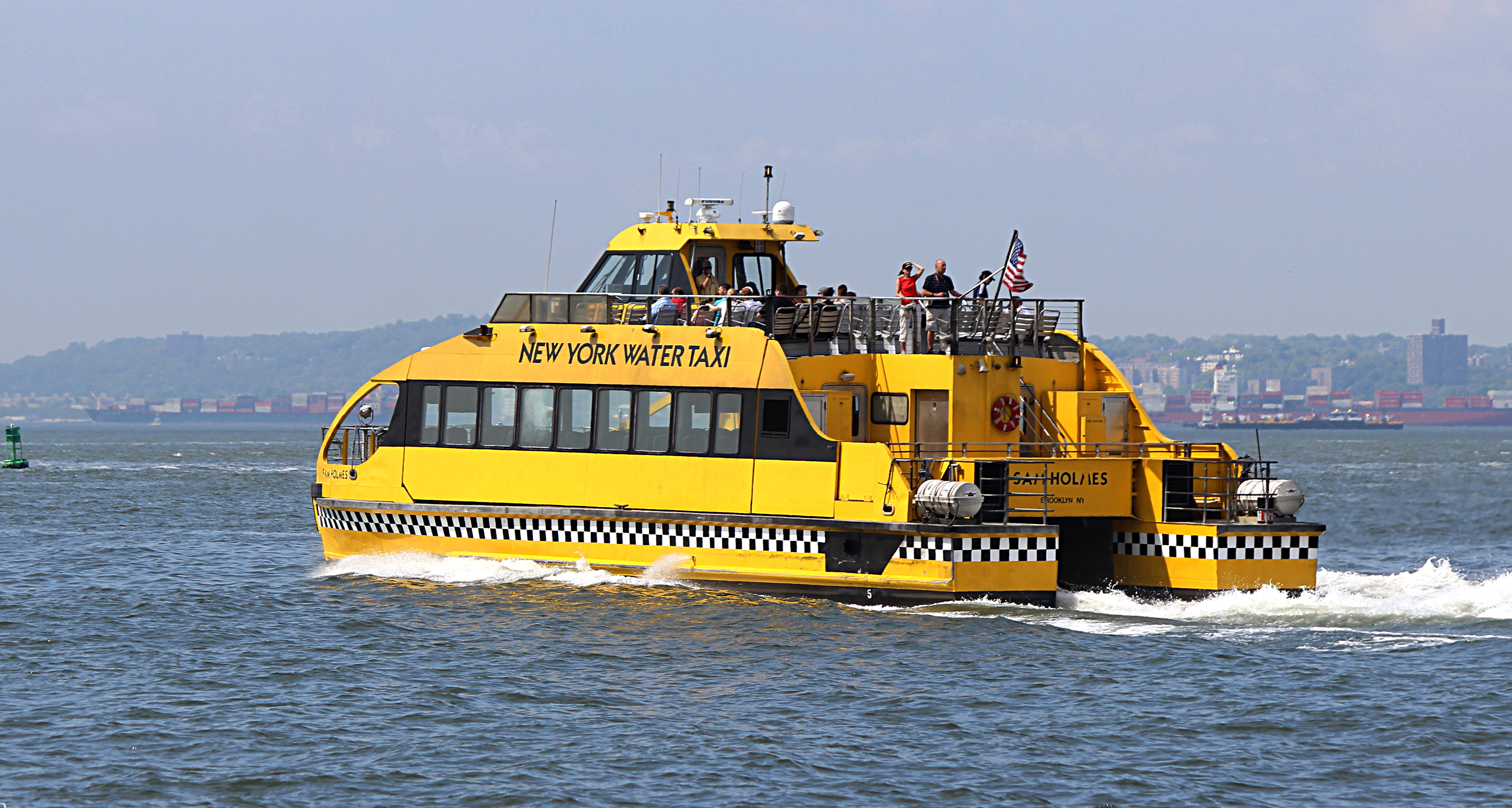
New York Wassertaxi

Als Wassertaxi wird ein Wasserfahrzeug bezeichnet, das, ähnlich einem Taxi, dem öffentlichen Personennahverkehr auf Gewässern dient. Wassertaxis gibt es in verschiedenen Gegenden der Welt. Sie können wie Taxis auf der Straße vom Fahrgast bedarfsgerecht für bestimmte Fahrstrecken gechartert werden. Der Fahrpreis wird dann nach der tatsächlich zurückgelegten Strecke erhoben. In vielen Städten weltweit hat sich der Einsatz von Wassertaxis als preiswerte und schnelle Alternative zum überlasteten Straßenverkehr erwiesen.

## Wassertaxis in Deutschland
In Deutschland verkehren Wassertaxis unter anderem zwischen den Häfen von Stralsund oder Schaprode und der Insel Hiddensee. In Berlin gestaltete sich ein 2007 angestrebter Betrieb von Wassertaxis auf der Spree aufgrund umfangreicher behördlicher Auflagen als kompliziert.
Im nordfriesischen Wattenmeer gab es ab dem Winter 2017/2018 bis Sommer 2019 mit der Liinsand einen von der Reederei Watten Fährlinien in Husum betriebenen Katamaran, der nach Anforderung als „Wattentaxi“ eingesetzt wurde. Der Fahrpreis des 18,7 m langen und 7,2 m breiten Katamarans, der bis zu 50 Passagiere befördern kann, richtete sich nach der Fahrtstrecke und der Anzahl der beförderten Personen.
Zu den ostfriesischen Inseln kommen Wassertaxis seit 2003 zum Einsatz. Die ersten Boote waren die Zickenblitz und Zickenzauber, mit denen Niels Stolberg Gäste zu seinen Hotels auf Spiekeroog befördern ließ. Die Boote konnten unabhängiger von den Gezeiten zwischen dem Hafen Neuharlingersiel und der Insel verkehren und legten die Strecke in einem Drittel der sonst üblichen Fahrzeit zurück. Nach dem Rückzug von Niels Stolberg wurde die Zickenzauber bis 2014 als Spiekeroog Express weiter betrieben.
2019 wurde von einem Juister Gastronom ein Wassertaxi in Betrieb genommen, das ebenfalls unabhängiger von der Gezeiten und in der halben Zeit zwischen Norddeich und Juist verkehrt. Die Reederei Norden-Frisia reagierte auf die neue Konkurrenz zu den Linienfähren und ließ 2020 zwei kleine Aluminiumboote mit geringem Tiefgang für jeweils elf Passagiere bauen. Ab 20. Juli 2020 werden Fahrten mit diesen Booten des Tochterunternehmens Cassen-Tours als Inselexpress unabhängiger von den Gezeiten zu bestimmten Abfahrtzeiten angeboten. Auch zu anderen ostfriesischen Inseln wird das Angebot weiter ausgebaut. Dabei ist aber zu bedenken, dass die großen Fähren – insbesondere der Reederei Norden-Frisia – umweltfreundlicher als die kleineren Wassertaxis ausgerüstet sind und von geprüftem nautischen Personal gefahren werden.

## Wassertaxis in Europa (Auswahl)
| - Amsterdam - Basel - Berlin - Bydgoszcz - Danzig - Dordrecht - Schaprode - Traunkirchen - Attersee | - Hamburg - Potsdam - Rotterdam - Venedig - Wien - London |  |

## Wassertaxis außerhalb Europas (Auswahl)
| - Auckland (Neuseeland) - Bangkok (Thailand) - Dubai (Vereinigte Arabische Emirate) - Istanbul (Türkei) |

## Galerie

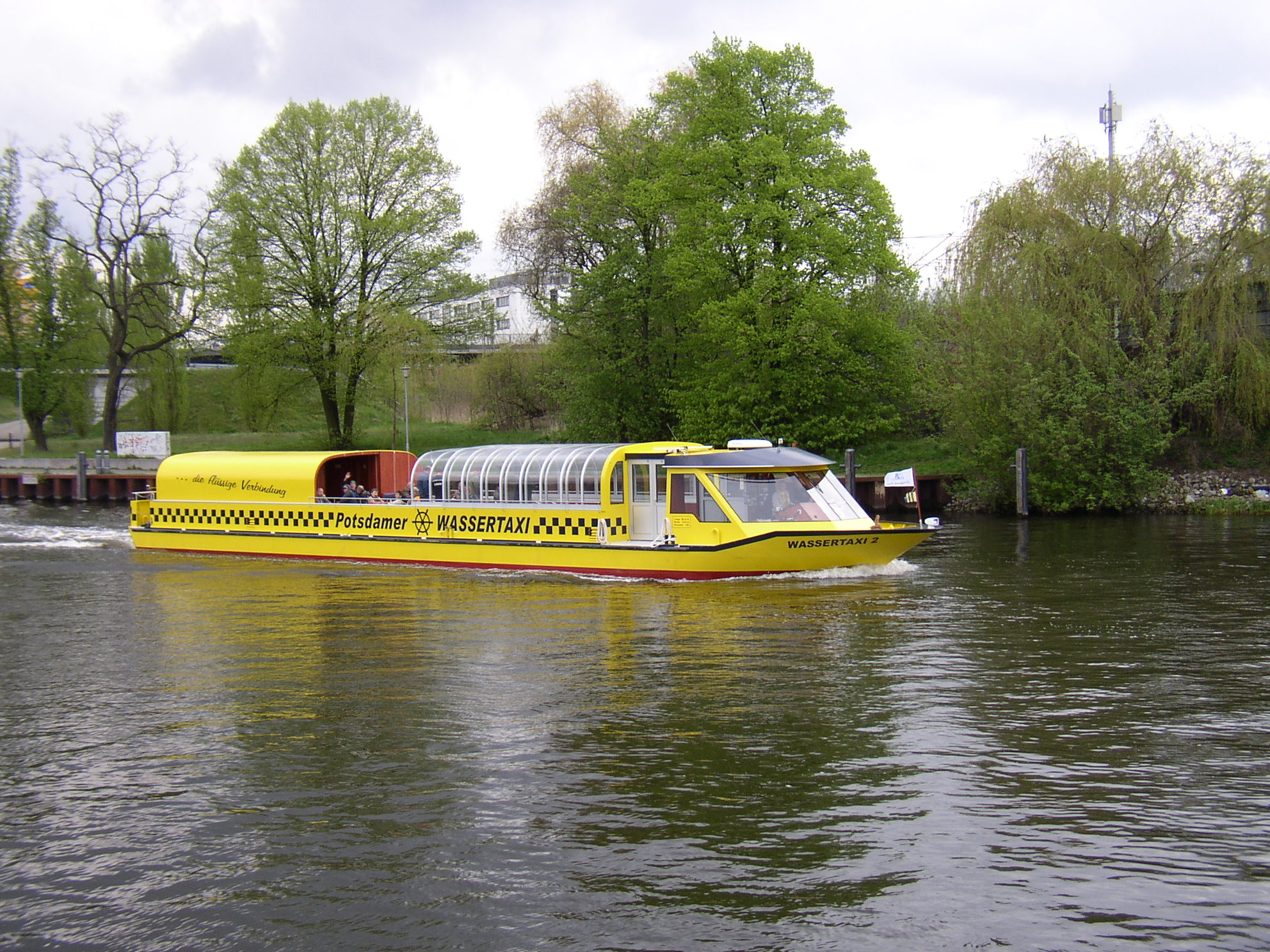
Wassertaxi in Potsdam
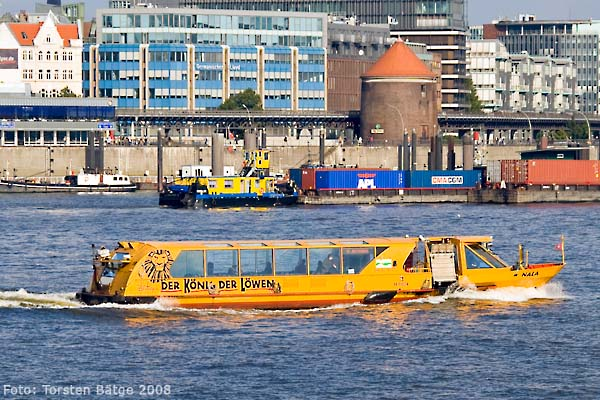
Wassertaxi Nala in Hamburg
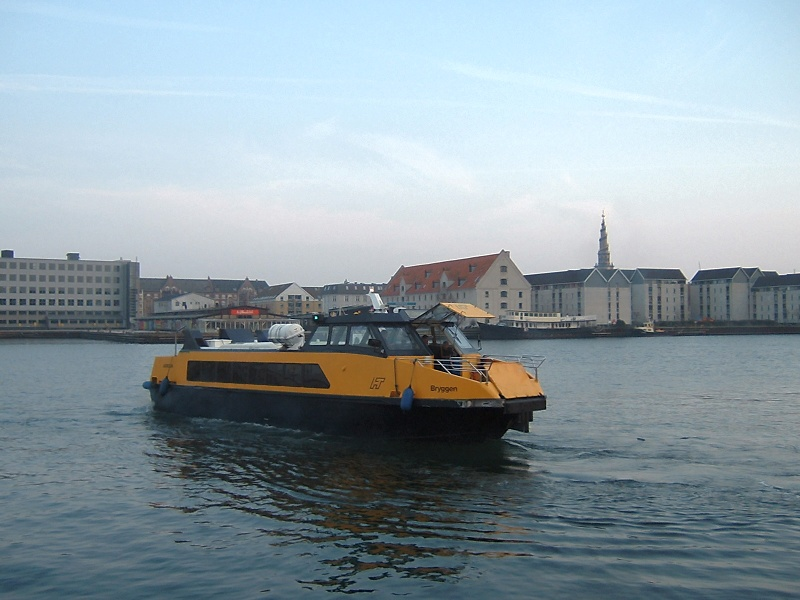
Wassertaxi in Kopenhagen
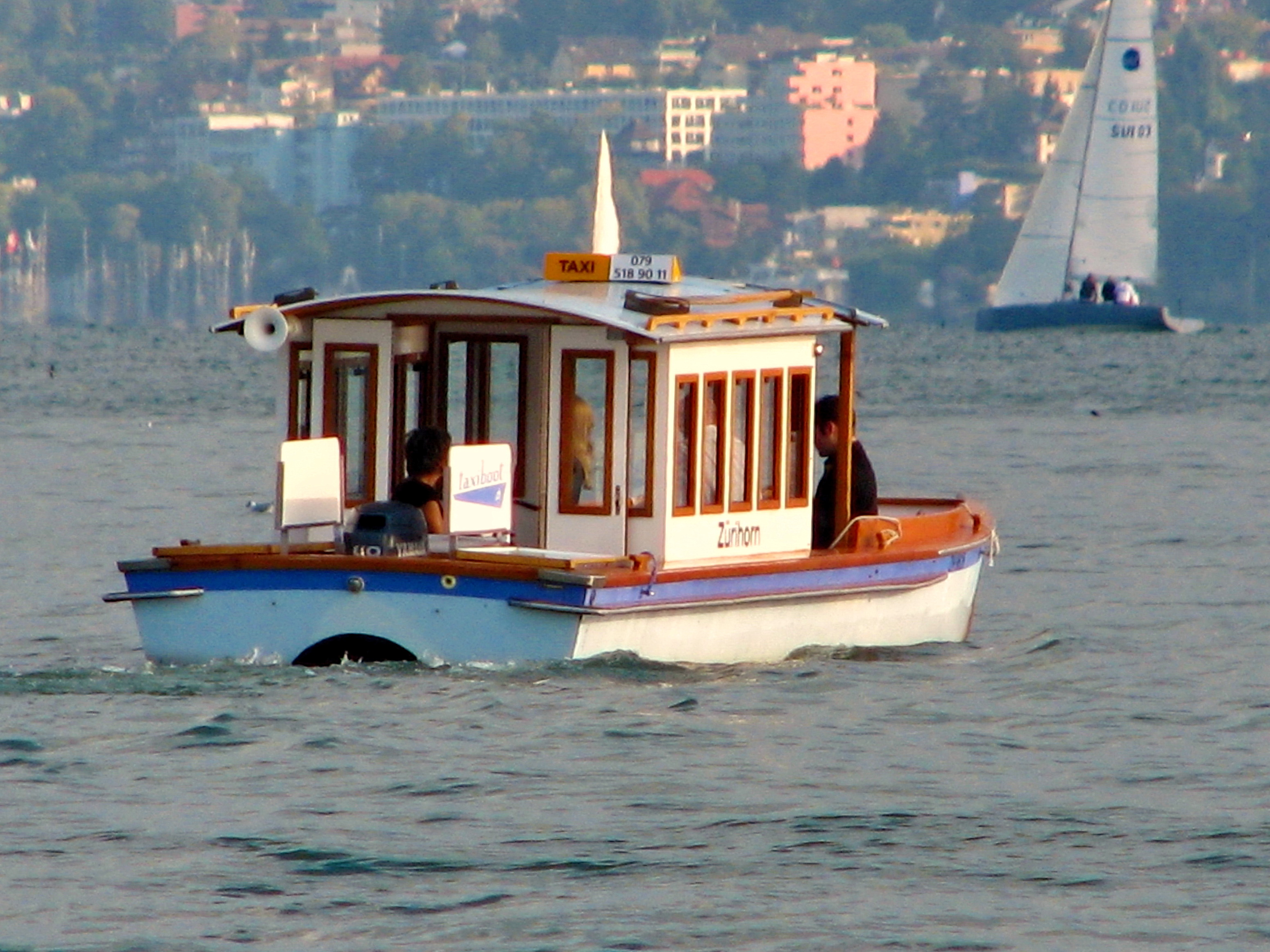
Wassertaxi auf dem Zürichsee
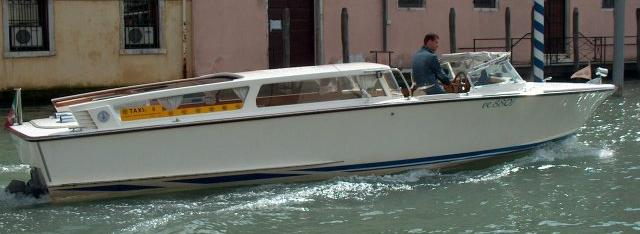
Typisches Taxiboot in Venedig
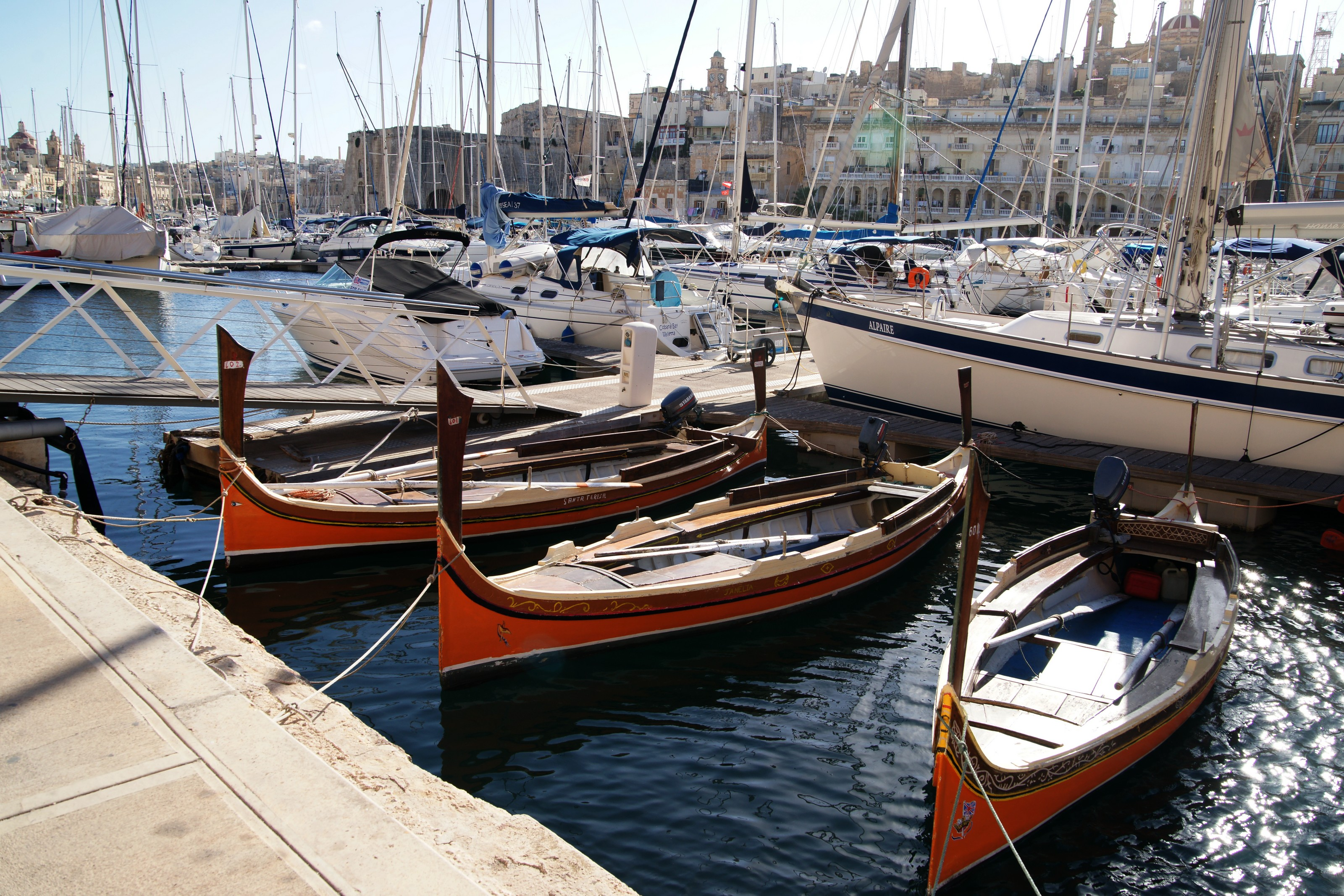
Wassertaxi „Dgħajsa tal-Pass“ in Malta
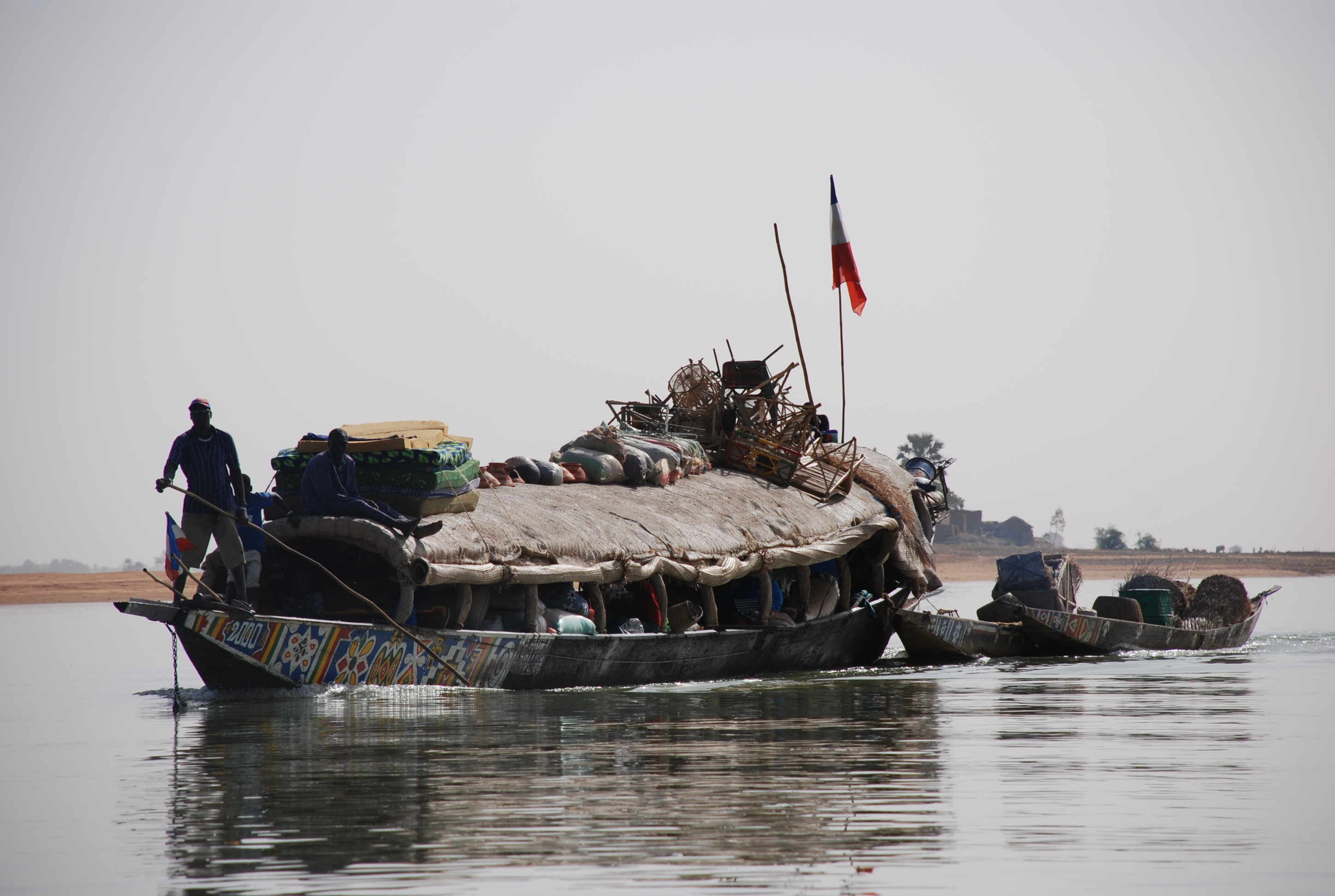
Wassertaxi auf dem Niger
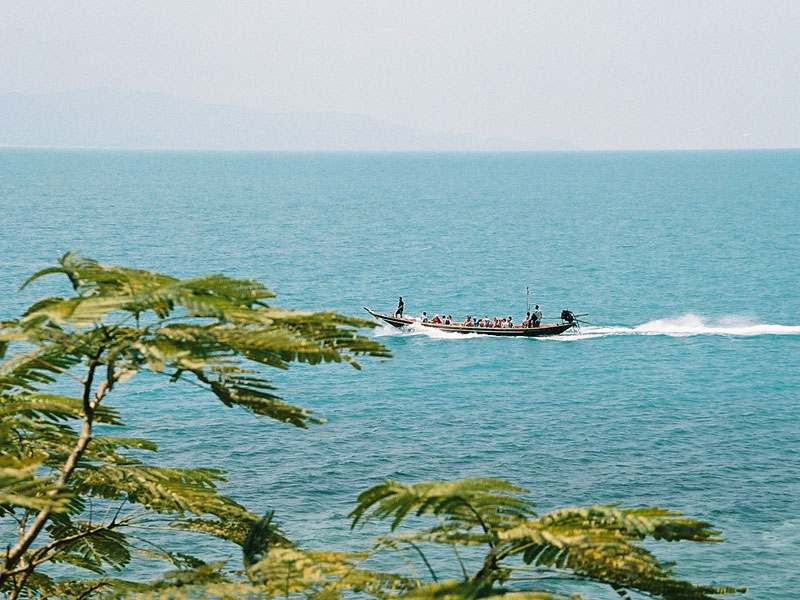
Wassertaxi vor Ko Pha-ngan
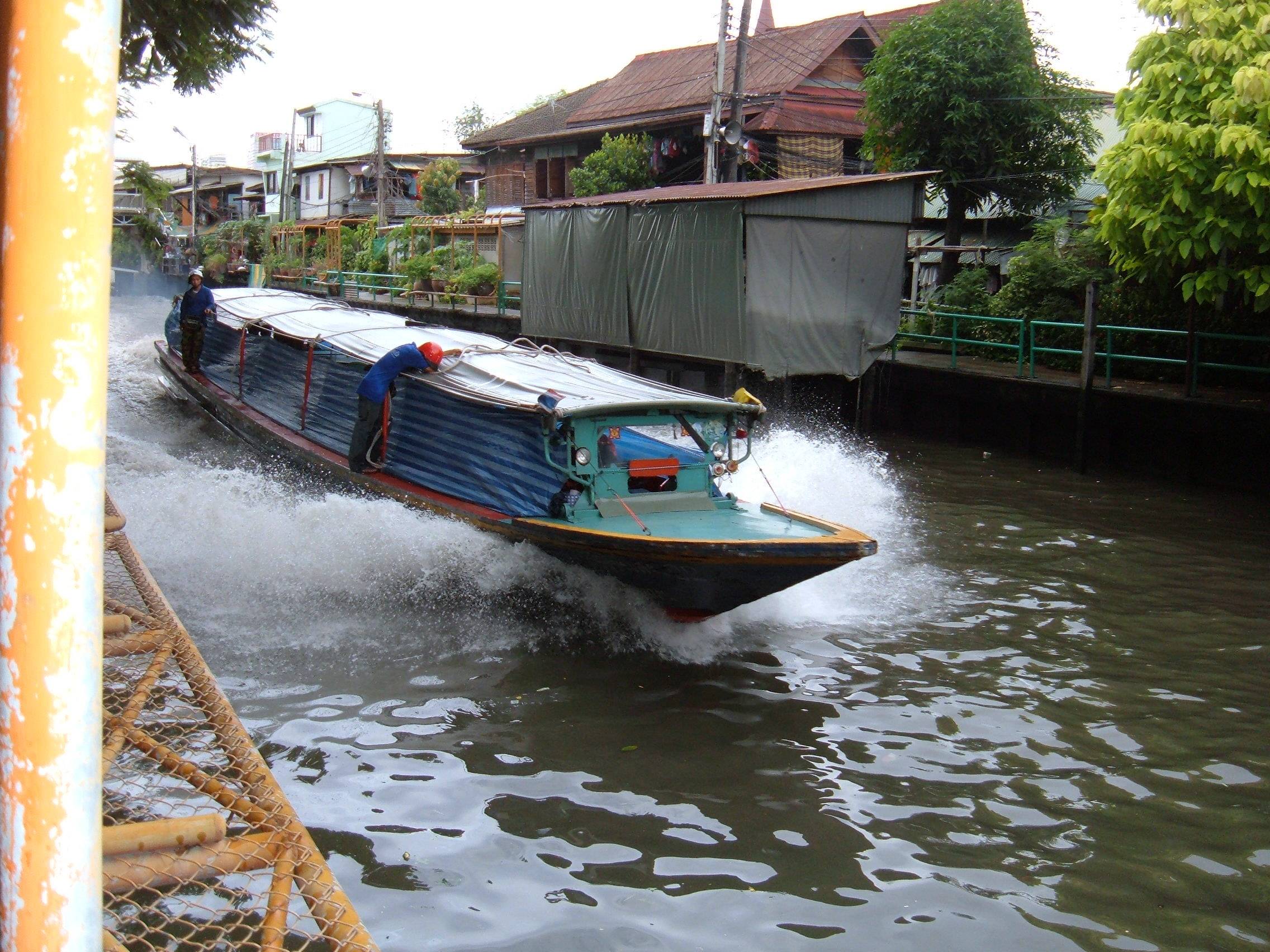
Long Tail Boat als Taxi in Bangkok
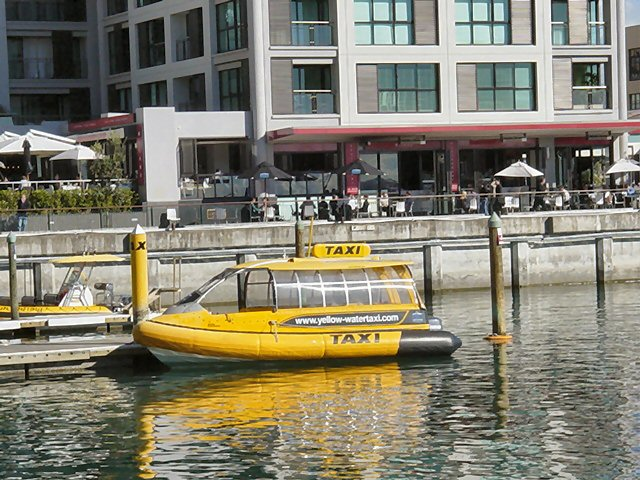
Taxiboot in Auckland
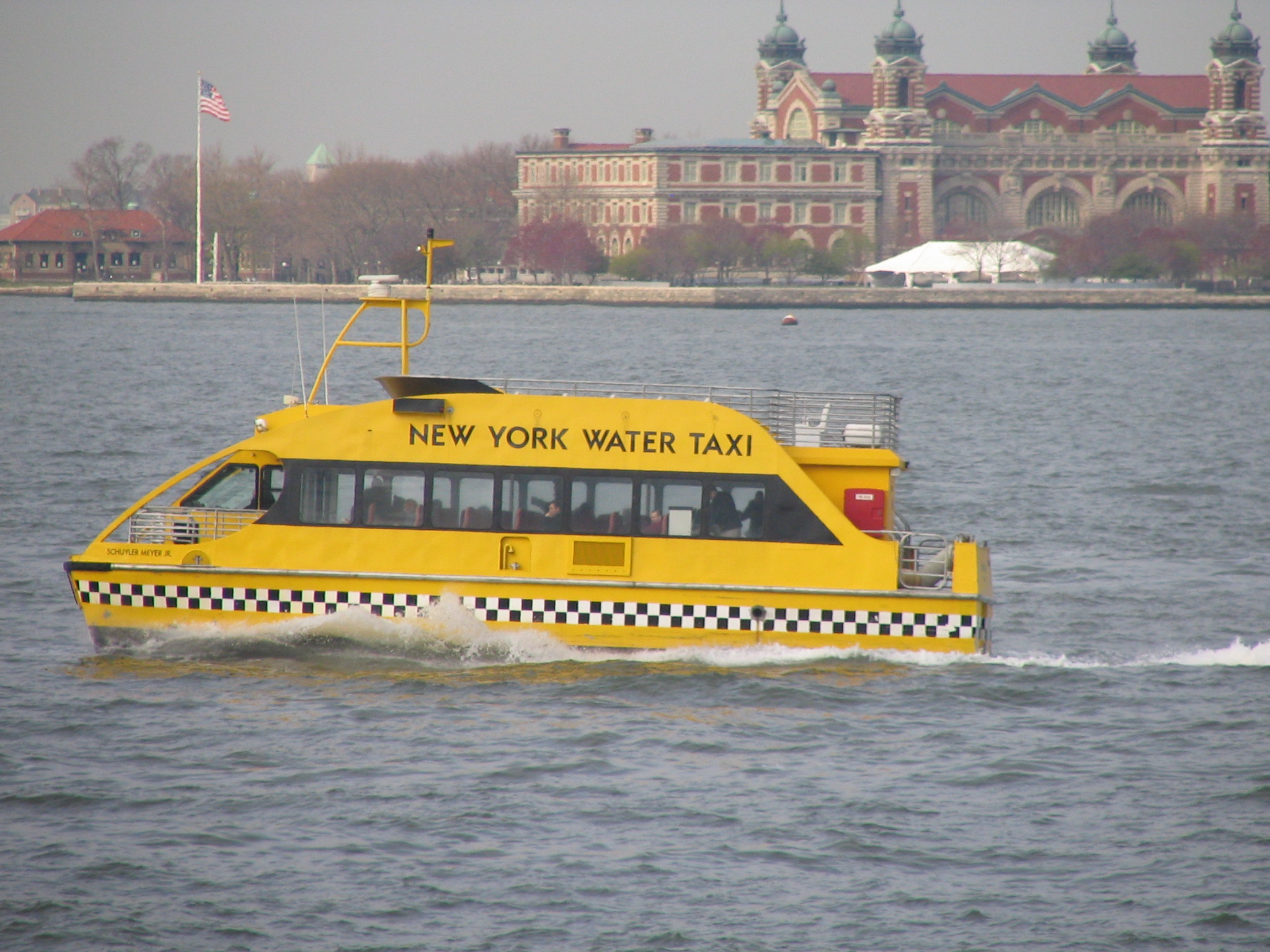
Wassertaxi in New York City